# Michael Anthony Jackson
Michael Anthony Jackson (* 1936) ist ein britischer Informatiker und arbeitet als unabhängiger Berater in London, England und bei AT&T Research, Florham Park, NJ, USA. Er ist Gastprofessor an der Open University in Großbritannien.
Jackson studierte an der Oxford University und war Kommilitone von Tony Hoare. In den 1970er Jahren entwickelte er die Softwareentwicklungsmethode Jackson Structured Programming (JSP), in den 1980er Jahren entwickelte er zusammen mit John Cameron eine Methode zur Systementwicklung (Jackson System Development (JSD)). In den 1990er Jahren entwickelte er die Problem Frames, einen Ansatz um Probleme zu zerlegen und zu strukturieren.
Jackson ist Preisträger des Stevens Awards.

## Schriften
- Principles of Program Design. Academic Press, London, 1975, ISBN 0-12379050-6.
- System Development. 1983, ISBN 0-13-880328-5.
- Software Requirements & Specifications. 1995, ISBN 0-201-87712-0.
- Problem Frames: Analysing and Structuring Software Development Problems. 2001, ISBN 0-201-59627-X.